# John Morin Scott

John Morin Scott

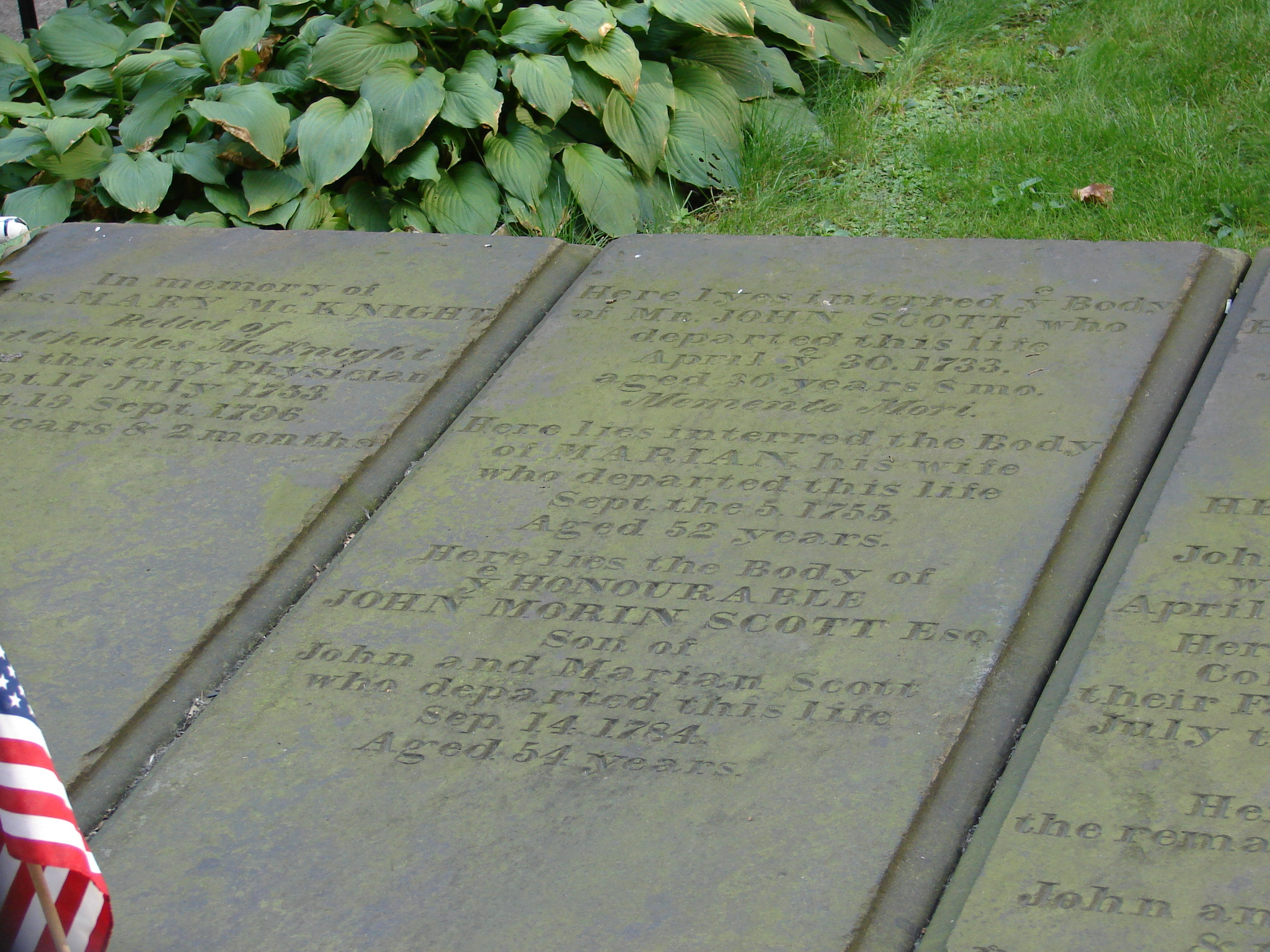
Grabstein von John M. Scott

John Morin Scott (* 1730 in New York City; † 14. September 1784 ebenda) war ein amerikanischer Rechtsanwalt, Offizier und Politiker.

## Werdegang
John Morin Scott graduierte 1746 an der Yale University, studierte Jura und war ein früher Gegner der britischen Aggression. Er war ein Mitbegründer der Sons of Liberty. Seine deutliche Befürwortung von extremen Maßnahmen kosteten ihn 1774 die Wahl in den Kontinentalkongress. Danach war er 1775 Mitglied im New York General Committee und ein Delegierter im Provinzkongress von New York.
Nach Beginn des Amerikanischen Unabhängigkeitskriegs (1775–1783) trat er in die Kontinentalarmee ein. Am 9. Juni 1776 wurde er zum Brigadegeneral ernannt und kämpfte dann in dieser Stellung bei den Schlachten von Long Island, Harlem Heights und White Plains. Im März 1777 trat er von seinem Posten zurück und verfolgte wieder eine politische Laufbahn.
Scott bekleidete zwischen 1777 und 1782 einen Sitz für den Southern District im Senat von New York. Während dieser Zeit kandidierte er 1777 erfolglos für das Amt des Gouverneurs von New York und war 1780 sowie 1782 als Delegierter im Kontinentalkongress tätig. Ferner war er von 1778 bis zu seinem Tod 1784 geschäftsführender Beamter (Secretary of State) von New York. Nach seinem Tod wurde er auf dem Trinity Churchyard in Manhattan beigesetzt.

## Familie
John Morin Scott war der Urenkel von Sir John Scott (1648–1712), Baronet von Ancrum, Schottland und Enkel von Captain John Scott (1678–1740), der 1702 nach New York auswanderte und später das Kommando über Fort Hunter am Mohawk River hatte. Sein einziger Sohn, Lewis Allaire Scott, folgte ihm im Amt des Secretary of State von New York nach.